# Hihja (Al-Minja)
Hihja – miejscowość w Egipcie, w muhafazie Al-Minja, w dystrykcie Al-Minja. W 2006 roku liczyła 11 008 mieszkańców.